# 942
942 (CMXLII) var ett normalår som började en lördag i den julianska kalendern.

## Händelser

### Oktober
- 30 oktober – Sedan Stefan VIII har avlidit några dagar tidigare väljs Marinus II till påve.

## Födda
- Edgar, kung av England 959–975 (född omkring detta år).
- Kejsarinnan Wang (Taizu)

## Avlidna
- Slutet av oktober – Stefan VIII, påve sedan 939.
- Saadja ben Josef, judisk teolog
- Emma av Barcelona, spansk abbedissa.